# Douzillac
Douzillac är en kommun i departementet Dordogne i regionen Nouvelle-Aquitaine i sydvästra Frankrike. Kommunen ligger i kantonen Neuvic som tillhör arrondissementet Périgueux. År 2022 hade Douzillac 846 invånare.

## Befolkningsutveckling
Antalet invånare i kommunen Douzillac
Referens:INSEE